# لويس ألين (لاعب اتحاد الرغبي)
لويس ألين (بالإنجليزية: Lewis Allen)‏ هو لاعب اتحاد الرغبي نيوزيلندي، ولد في 30 أكتوبر 1870 في نيو بلايموث في نيوزيلندا، وتوفي في 17 أكتوبر 1932 في مدينة نيلسون في نيوزيلندا.